# Vito Pace

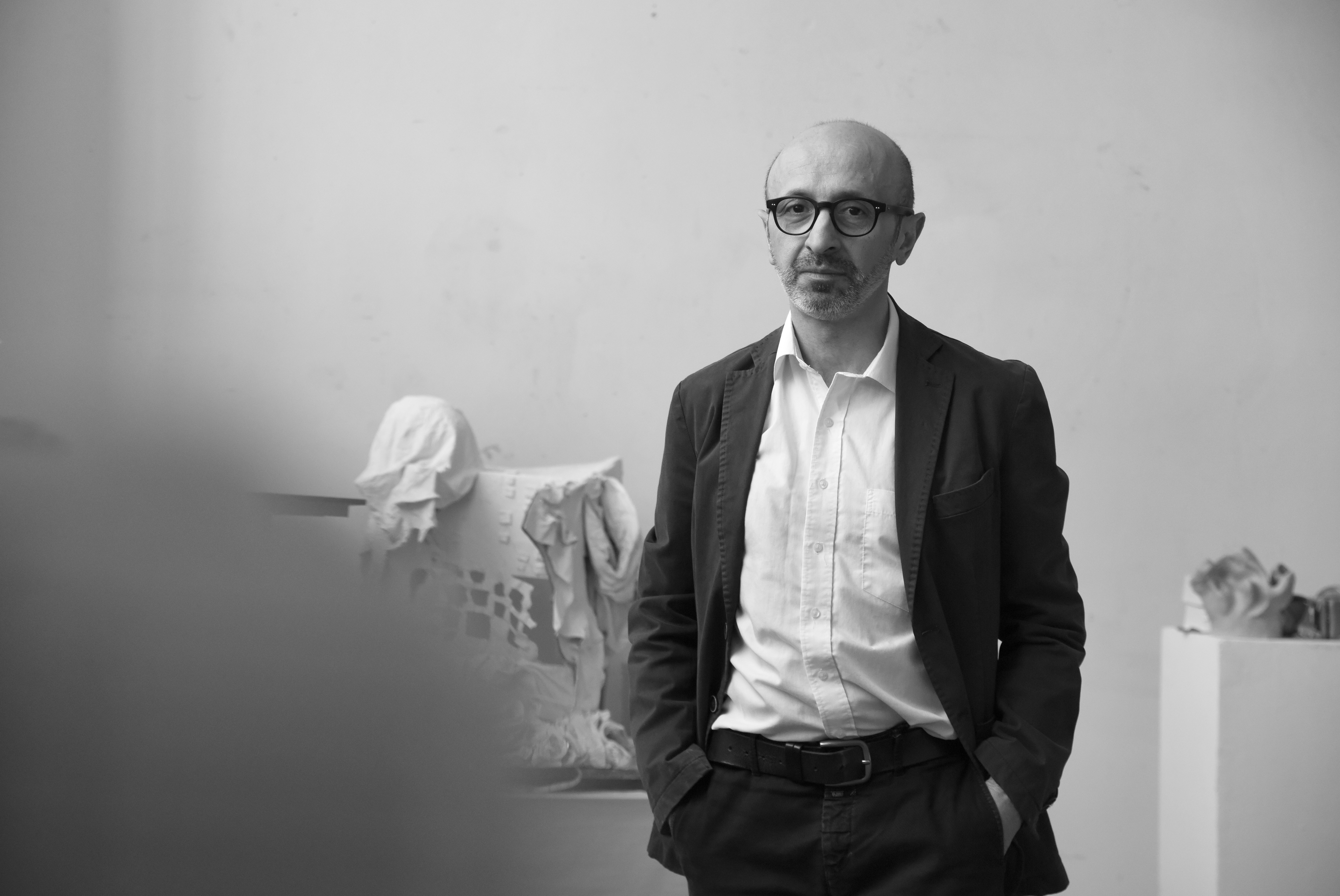
Vito Pace (Fotografie von Harald Koch, 2024)

Vito Pace (* 1966 in Avigliano) ist ein italienischer Bildhauer und Professor an der Fakultät für Gestaltung der Hochschule Pforzheim.

## Leben
Vito Pace studierte an der Accademia di belle arti di Firenze in Florenz und beendete sein Studium 1988 mit dem Abschluss als Diplom-Bildhauer. Von 1989 bis 1992 arbeitete er in Lomazzo mit dem Bildhauer Francesco Somaini zusammen. In den 1990er-Jahren ging er nach Deutschland.
In den Jahren 2002/03 erhielt Pace ein Residenzstipendium der Kunststiftung Baden-Württemberg in den Künstlerateliers des Landes Stuttgart und Berlin.
2009 gründete Pace den Verlag Baustellen Büro Art Project Edition, einen Verlag für Bücher, Kataloge und Essays zu den Themen Kunst, Design und Kunsttheorie. Von 2017 bis 2023 lehrte er an der Staatlichen Zeichenakademie Hanau Plastisches Gestalten und Zeichnen.
Im Jahr 2021 wurde Pace an der Fakultät für Gestaltung der Hochschule Pforzheim zum Honorarprofessor berufen. Seit 2023 ist Pace Professor für Bildhauerei und Grundlagen des dreidimensionalen Gestaltens an der Fakultät für Gestaltung der Hochschule Pforzheim.
Pace ist Mitglied im Künstlerbund Baden-Württemberg. 2023 wurde Pace in den Deutschen Werkbund berufen. Er lebt und arbeitet in den Regionen Karlsruhe und Frankfurt am Main.

## Künstlerische Studien
Pace interessierte sich in jungen Jahren für die naturalistische Skulptur, distanzierte sich aber bald von dieser zugunsten eines eher konzeptionellen Ansatzes, der sich auf die Raumanalyse und die Dimension von Entstehung und Wahrnehmung eines Kunstwerks konzentriert.
Als Konzeptkünstler erschafft er Werke, die eine Lesart auf verschiedenen Ebenen gestatten, wobei das Auge des Betrachters maßgeblich ist. Seine Studien basieren auf der Idee, die Grenzen der Kunst zu erweitern, Unregelmäßigkeiten und Unterschiede zu betonen und alle Barrieren, die den kreativen Prozess einschränken, zu überwinden. Dazu kooperiert er häufig mit Künstlern und Kulturschaffenden.
Ein weiteres Merkmal seines künstlerischen Ausdrucks ist die politische Betrachtungsweise, die in einigen spezifischen Projekten Raum findet, aber nie Lösungen vorschlägt, sondern nur Anregungen liefert.

## Ausstellungen und Werk

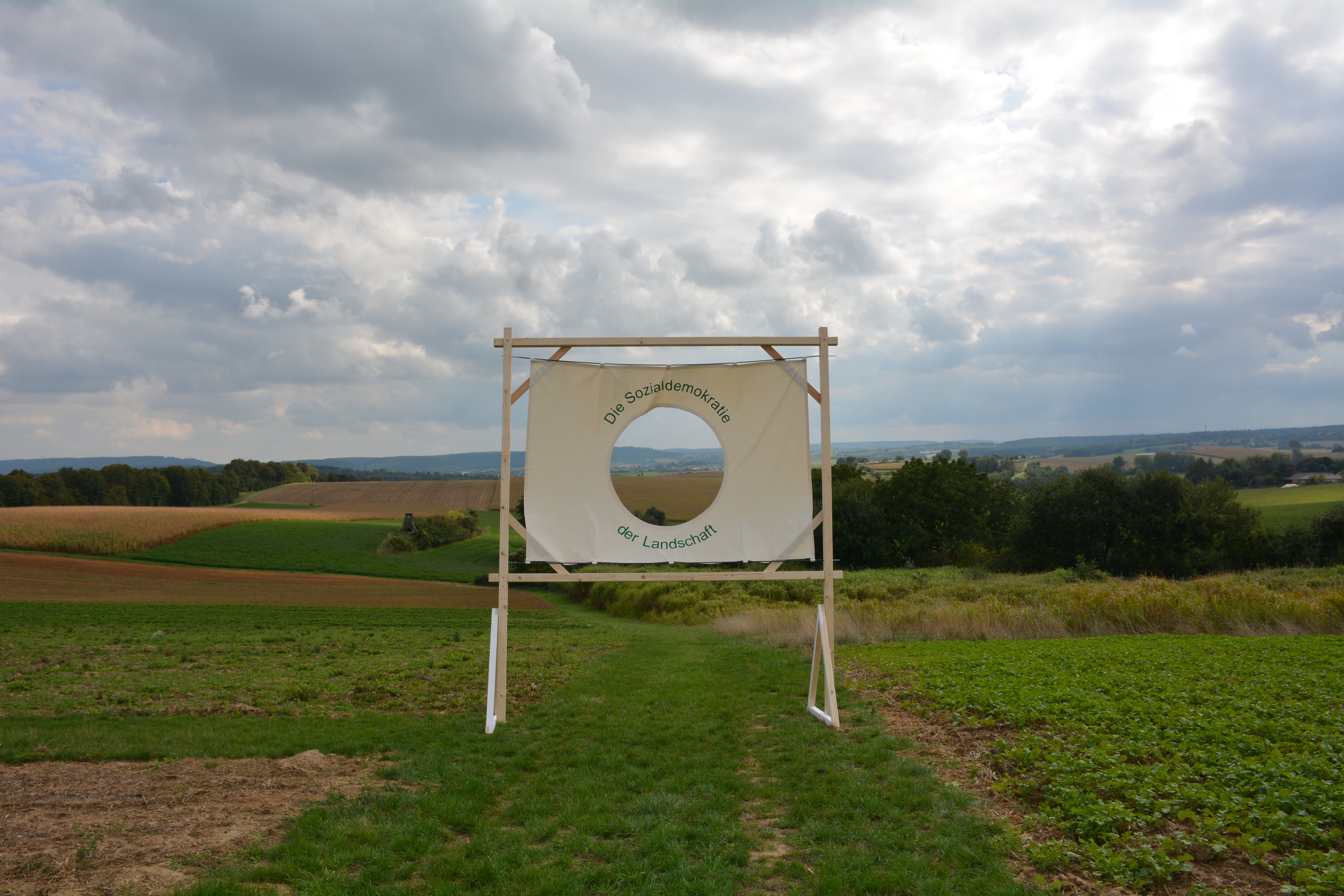
Installation Die Sozialdemokratie der Landschaft in Kraichtal

Sein Deutschland-Debüt gab er 1995 in Stuttgart mit der Einzelausstellung Zufälle, entstanden durch eine Zusammenarbeit mit mehreren jungen deutschen Künstlern im damaligen Kulturzentrum Alpha Jetzt, danach stuttgarter kunstverein e.v.
2013 nahm Pace an der VIII. Shiryaevo Biennale „Screen: Between Europe and Asia“ teil. Seine Arbeit Sozialdemokratie der Landschaft stellt die utopische Ausrichtung der Gesellschaft auf Gleichheit und Demokratie dar, die immer unerreichbarer erscheinen. Die Installation besteht aus einem von Pace gebauten Betrachtungsapparat als eine Art Rahmen für die Beobachtung der sozialdemokratischen Landschaft, die in Wirklichkeit ein beliebiger Teil der Landschaft ist. Begleitet wird dieses durch einen Soundtrack von Igor Vaganov, der sich aus Musik, Klangcollagen und Sprachfragmenten zusammensetzt. Da der Apparat nur als Rahmen fungiert und abbildet, was sich vor ihm befindet, ist das Werk eine Provokation und suggeriert, dass die einzige Form der sozialen Demokratie, die erfolgreich sein kann, die der Umgebung ist, in der der Betrachter sich befindet, und dass diese nichts mit den Aktionen des Staates oder anderer Obrigkeiten zu tun hat.
Pace setzte seine politischen Betrachtungen 2016 fort mit der Ausstellung Portrait des Künstlers und einer autobiografische Reflexion für eine Ausstellung in einer postsozialdemokratischen und populistischen Gesellschaft. Diese Ausstellung im LAF-Projektraum in Pforzheim zeigte Textplakate, die in erster Person in der Art von politischen Streitschriften aus den 1970er-Jahren abgefasst sind, sowie ein Porträt von Pace.
2017 nahm Pace in Minsk (Belarus) an dem internationalen Projekt NEW TEXTS teil, organisiert von der Belarussische Staatliche Kunstakademie in Minsk und kuratiert von Ekaterina Kenigsberg, Studienkoordinatorin des Zentrums für zeitgenössische Kunst der Akademie, sowie von Prof. Mikhail Barazna, 2011 Kurator des belarussischen Pavillons der 54. Biennale di Venezia.
Er war als einziger Italiener zu dieser Veranstaltung eingeladen und hielt dort Vorträge und einen Workshop für die Studierenden der Akademie.

## Einzelausstellungen (Auswahl)
- 2024 Zur Sache, Kunstverein Brackenheim e. V., Brackenheim
- 2000 Ein megaphon und Eine Naemaschine, Stuttgarter Kunstverein, Stuttgart
- 2005 Gastrocnemius, Kunstverein Pforzheim[10]
- 2006 der Transfer ist aus, Centro culturale Durchblick, Casa di Tolleranza, Mailand
- 2007 PS, Casa di tolleranza, Mailand
- 2008 Ateljén, Emma Ricklund Foundation, Saxnäs
- 2010 Art news outdoor, project at stops in the cities of Russia – Samara – Russland
- 2016 Portrait des Künstlers und autobiografische Reflexion für eine Ausstellung in einer postsozialdemokratischen und populistischen Gesellschaft, Laf Projektraum, Pforzheim
- 2017 New Texts, Belarussische Staatliche Kunstakademie, Minsk
- 2018/19 Vito Pace – Inhalt, Kunstverein Schwäbisch Hall

## Preise
- 1986 Preis Galleria La nuova Sfera Milano, Mailand
- 2017 Preis „Premio Arco“  Avigliano[11]